# Liberdade (distrito de São Paulo)
Liberdade (originalmente llamado «Campo da Forca») es un distrito ubicado en la zona central de la ciudad de São Paulo, Brasil. Es el mayor reducto de la inmigración japonesa y congrega a la mayor colonia japonesa del mundo, fuera de Japón. 
Este distrito, que administrativamente forma parte de la subprefectura de Sé, se ubica en las proximidades del centro histórico de São Paulo y de la Avenida Paulista. Los chinos —procedentes tanto de China continental como de Taiwán— y coreanos constituyen otros grupos étnicos importantes. El distrito posee acceso al Metro de São Paulo y varias líneas de autobuses. Cuenta con una gran cantidad de restaurantes asiáticos, templos budistas, jardines japoneses y museos, entre los que se destaca el Museo de la Inmigración Japonesa.

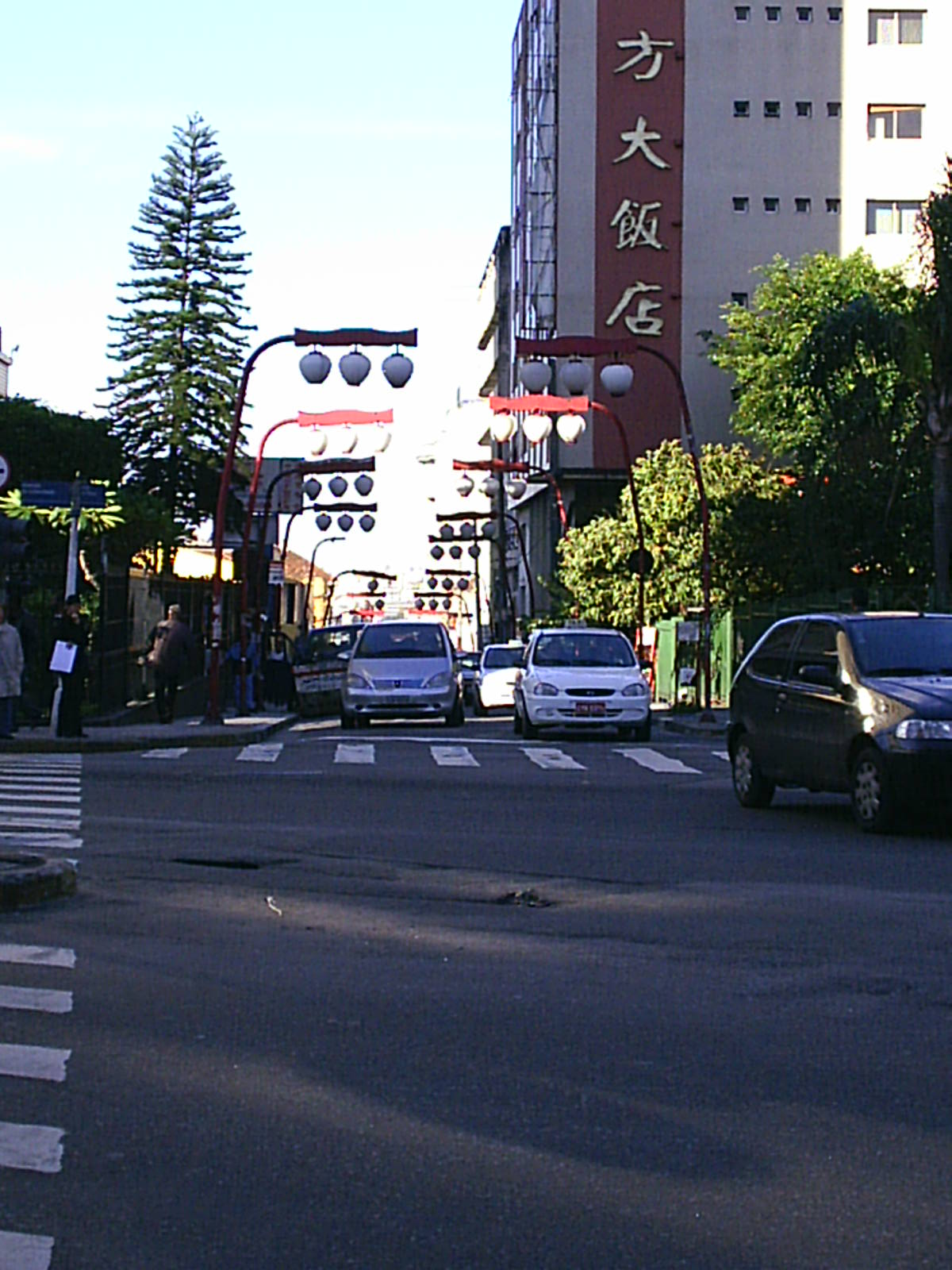
Calle de Libertade.

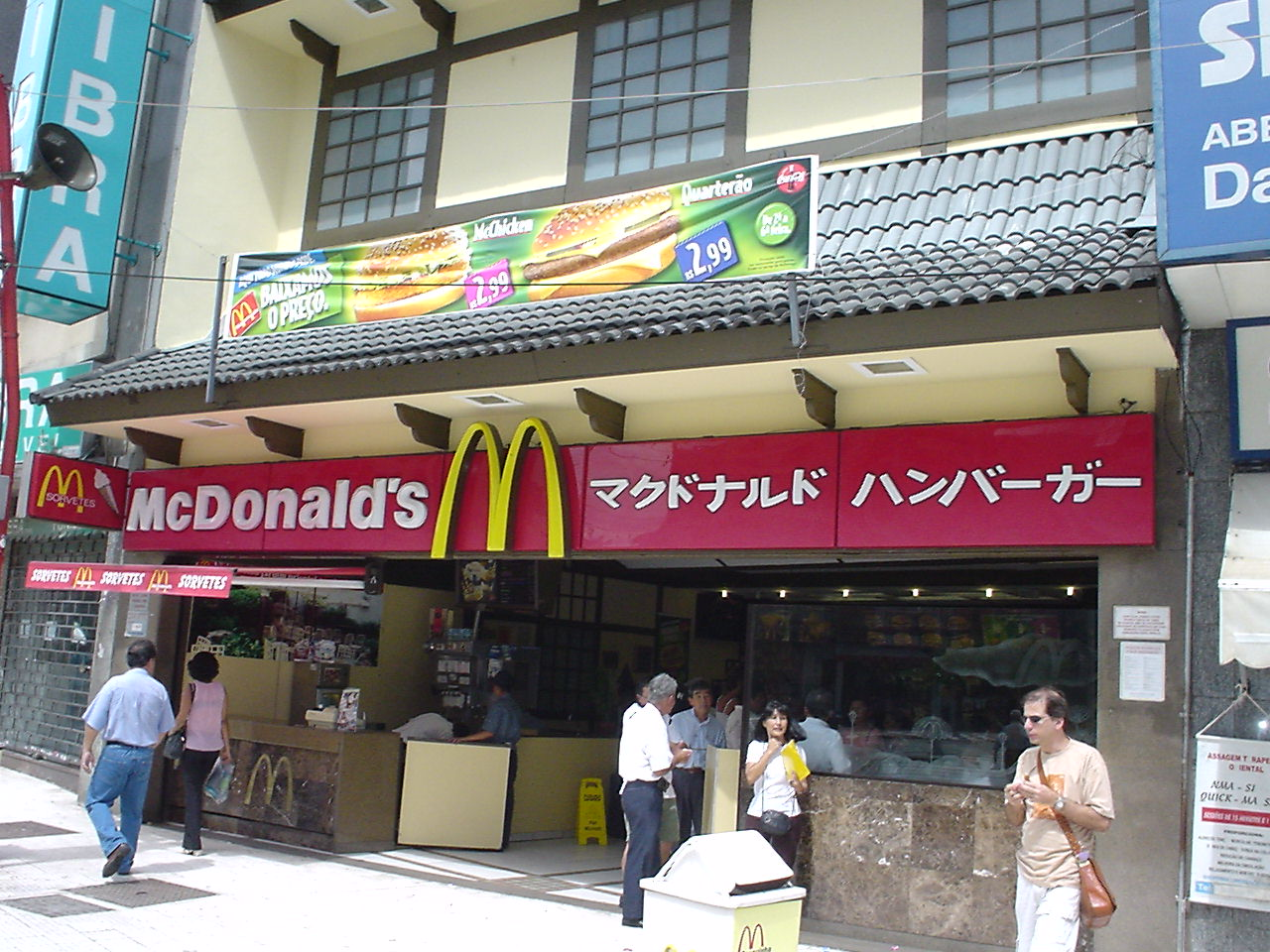
Muchos restaurantes en Liberdade tienen sus anuncios en portugués y en lenguas asiáticas. En la imagen, un local de McDonald's de este distrito paulista en cuyo letrero se puede apreciar tanto el nombre original usado en la gran mayoría de países como su nombre en japonés en escritura katakana, año 2003.

## Historia
El nombre del distrito viene de la época en que existían esclavos en Brasil. El área era conocida como Campo da Forca (en español: «Lugar de la horca») siendo esa la única «libertad» (en portugués: Liberdade) para los esclavos o transgresores. La Igreja da Santa Cruz, ubicada en el centro del barrio era más conocida como la «Iglesia de los ahorcados» (en portugués: Igreja dos enforcados). Aún hoy las personas van a encender velas en aquel lugar.
A inicios del siglo XIX, el soldado Francisco José de Chagas fue condenado a muerte en la horca en una plaza pública por incitar y liderar una rebelión por atrasos en sus salarios. En su ejecución en Campo da Forca, la cuerda de la horca se rompió tres veces. Los presentes aplaudieron y comenzaron a pedir por la libertad del condenado, señalando que se trataba de un milagro. José fue ejecutado a golpes y enterrado en el cementerio de los esclavos ubicado entre la rua dos Estudantes y la rua Almeida Júnior. La capilla del cementerio de los esclavos es la actual Capilla de los Afligidos (en portugués: «Capela dos Aflitos») que aún existe.

## Características
La influencia cultural puede sentirse en las calles por la presencia luminarias típicamente orientales. Incluso hasta las placas de los establecimientos comerciales están escritas en caracteres orientales). Asimismo también se aprecia en las ferias temáticas que se dan periódicamente. Ahí se encuentran diversos artículos típicos de la cultura oriental y japonesa. 
El distrito es también, en la actualidad, un sitio para los encuentros de comunidades autodenominadas «alternativas» como punks, rockeros, emos y fans de la cultura japonesa en general. También forman parte del distrito el barrio de Aclimação, que en los últimos años se convirtió en un área de concentración de la colonia coreana, la región de várzea que da nombre al barrio Várzea do Glicério, un enclave de población de bajo poder adquisitivo, y el barrio Morro da  Aclimação, además del barrio Liberdade.
Curiosamente el área más conocido del barrio de Liberdade, que comprende los alrededores de la estación Japão-Liberdade del metro se encuentra en el distrito de Sé. El distrito es servido por las estaciones del metro Japão-Liberdade, São Joaquim y Vergueiro de la línea 1 - Azul.
Em su territorio se ubica el Parque da Aclimação, el 1.er Distrito Policial, diversas universidades particulares, el Palacio do Trabalhador y los hospitales Servidor Público y Glória. 

### Casa de Portugal
La Casa de Portugal de Sao Paulo, ubicada en el distrito, dispone de un patrimonio de grandes proporciones, resaltando la tradición y la preservación de los valores históricos y culturales de los portugueses en Sao Paulo. Posee salones de fiestas, un restaurante, salones para exposiciones, una biblioteca y sala de reuniones, estando adornada con muebles antiguos de gran valor. En sus instalaciones se encuentran alojadas otras asociaciones de renombre como el Consejo de la Comunidad Luso-Brasileña del estado de Sao Paulo, la Cámara Portuguesa de Comercio y la Defensaoría de la Comunidad Portuguesa. 

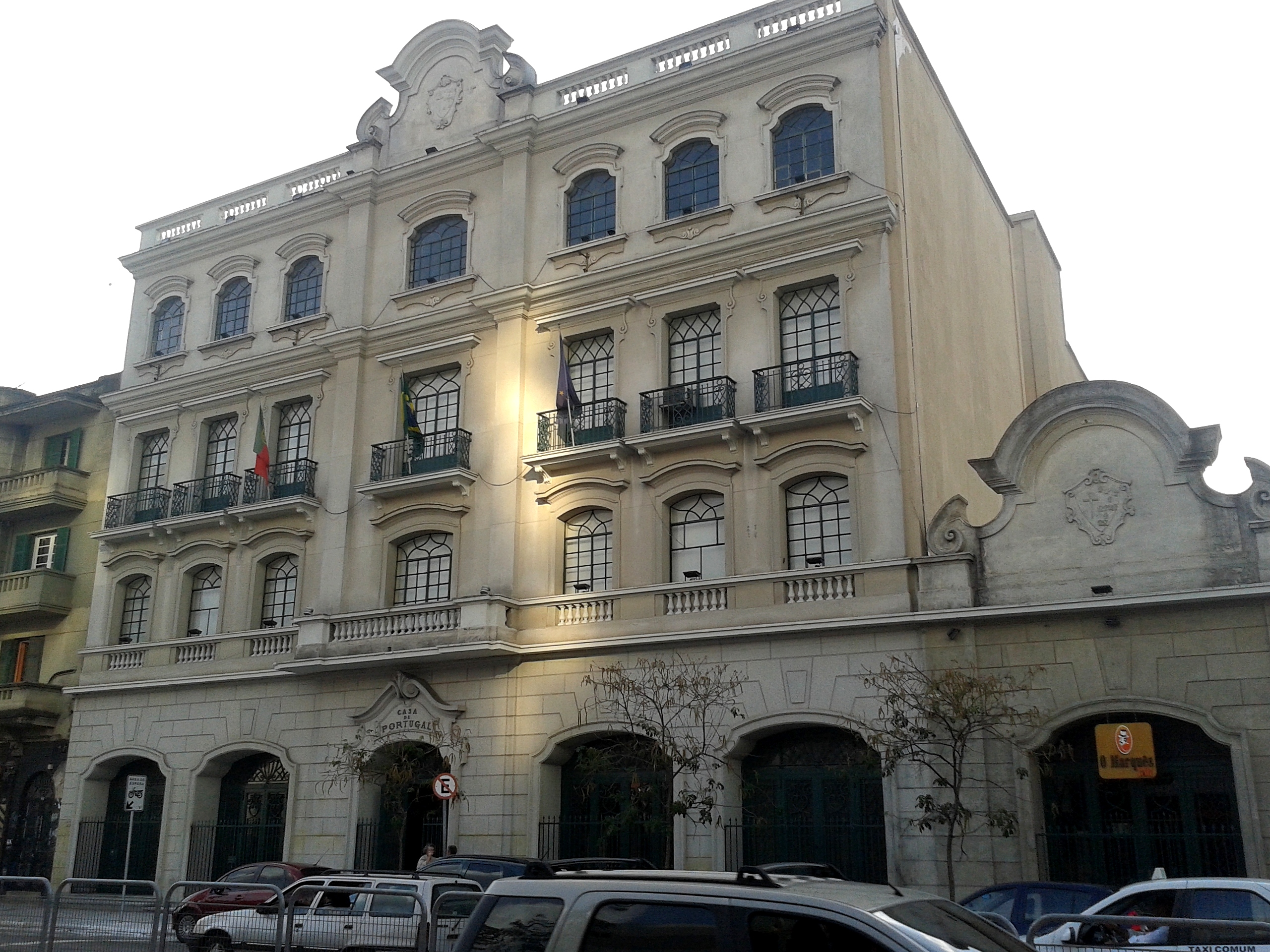
Casa de Portugal de São Paulo

## Ubicación

### Límites
- Norte: Ligação Leste-Oeste
- Leste: Avenida Prefeito Passos, Praça Nina Rodrigues, Rúa Otto de Alencar, Rúa Teixeira Mendes, Rúa do Lavapés, Rúa Francisco Justino Azevedo, Rúa Miguel Teles Júnior, Rúa Alves Ribeiro, Avenida Lacerda Franco.
- Sur: Rúa Coronel Diogo, Rúa Batista Caetano, Rúa Ximbó, Rúa José do Patrocínio, Rúa Batista Cepelos, Rúa Topázio, Rúa do Paraíso, Viaduto do Paraíso.
- Oeste: Avenida 23 de Maio.

### Distritos limítrofes
- Sé (norte).
- Cambuci (este)
- Vila Mariana (sur).
- Bela Vista (oeste).